# Fédération royale belge de golf
La Fédération royale belge de golf, en abrégé FRBG a pour but d'organiser, de favoriser et de contrôler le développement et la pratique du golf, en Belgique. 
La FRBG fut fondée le 19 mars 1912 à l'initiative de Edmond Solvay, alors capitaine du Royal Golf Club de Belgique, et comptait 7 clubs affiliés : Ravenstein, Ostende, Spa, Antwerp, Lombardzijde, Gent et Knokke.

## Entités fédérées
Le golf belge a suivi l'évolution institutionnelle de la Belgique et s'est pourvu de deux associations filles, l'Association francophone belge de golf (AFG), à laquelle sont affiliés les clubs de golf de Wallonie et de Bruxelles, et la VVG, Vlaamse Vereniging voor Golf (Association flamande pour le golf), à laquelle sont affiliés les clubs de golf de Flandre.

## Forme juridique
La FRBG est constituée en association sans but lucratif depuis le 1er janvier 1947. 
L'ASBL est composée de membres effectifs avec droit de vote et de membres adhérents avec voix consultative uniquement. 
Les membres effectifs sont des clubs de golf ou des associations sportives comptant au moins 100 joueurs et disposant des installations suffisantes en Belgique pour la pratique du golf. Les membres adhérents sont les clubs de golf ou associations sportives ne répondant pas à la définition des membres effectifs.

### Présidents
Le président de la FRBG est désigné pour quatre ans, en alternance par l'AFG et par la VVG.
- Philippe Delhaye : 2021 -
- Emmanuel Rombouts[7]: 2017 - 2021
- Philippe Relecom: 2013 - 2017
- Jean de Vooght: 2009 - 2013
- Philippe Relecom: 2005 - 2009
- Raymond Killian: 2001 - 2005

## Organisation de compétitions
- nationales
- internationales

## Statistiques
L'Association européenne de golf recensait en 2016, 79 parcours de golf en Belgique pour 62 954 joueurs affiliés, dont 41 729 messieurs et 21 225 dames.
Le nombre de clubs affiliés est cependant supérieur au nombre de parcours par l'existence de clubs sans terrain comme le Club de Golf de l'Union Européenne ou le Belgian Press Golf Club.
- Nombre de joueurs affiliés ... taux de pénétration en % de la population
- Nombre moyen de joueurs par club ... comparaison européenne